# Landenbergische Fehde
In der Landenbergischen Fehde bekämpften sich in den Jahren zwischen 1538 und 1542 die Herren von Landenberg und die Reichsstadt Rottweil.
Die landenbergische Herrschaft Schramberg geriet in eine entscheidende politische Krise, als die Herren von Landenberg sich mit der Reichsstadt Rottweil auseinandersetzen mussten. Ausgangspunkt der sog. Landenbergischen Fehde (1538–1542) waren Streitigkeiten um die sogenannte „Freie Pürsch“ der Stadt Rottweil, also um jenen Hochgerichtsbezirk um die Reichsstadt, der sich bis an den Schwarzwaldrand erstreckte und dadurch sich mit der Herrschaft Schramberg überkreuzte. 1515 war die Freie Pürsch durch Grenzsteine abgesteckt worden, nachdem es schon 1513/1514 zu diesbezüglichen Konflikten zwischen Hans II. von Rechberg (1504–1526) und der Reichsstadt gekommen war. In den 1530er-Jahren ging Rottweil zunehmend offensiv beim Ausbau seines Territoriums vor (Erwerb Winzelns und Hochmössingens); das Vorgehen Rottweils beunruhigte in steigendem Maße auch die Landenberger.
1538 kam es somit zur Landenbergischen Fehde zwischen der Reichsstadt und den Landenbergern. Nachdem man diplomatisch keine Lösung gefunden hatte, überfiel reichsstädtische Polizei die schrambergischen Orte Sulgen und Heiligenbronn, die innerhalb der Pürsch lagen. Zudem wurde Hans von Landenberg (1526–1540) gefangen genommen und in Rottweil inhaftiert. Auf Druck der Schweizer Eidgenossenschaft kam aber am 22. März 1539 ein Kompromiss zustande, der die Rottweiler Pürsch in ihrer Ausdehnung bis Tischneck, Sulgen, Hinteraichhalden und Brandsteig anerkannte und im Bereich der Herrschaft Schramberg einen jährlichen Wechsel in der Hochgerichtsbarkeit vorsah.
Da Hans’ Sohn Christoph von Landenberg (1540–1546) den gefundenen Kompromiss nicht anerkannte, sagte er der Reichsstadt am 8. Oktober 1539 die Fehde an. Einfälle ins Rottweiler Territorium führten zur Zerstörung der Dörfer Hochmössingen und Winzeln (Juli 1540) und zu Übergriffen auf Seedorf, Waldmössingen, Zimmern und Dunningen. Christoph, dem von Seiten der katholischen Habsburger und der ebenso katholischen Reichsstadt reformatorische Neigungen nachgesagt wurden, kam als Landfriedensbrecher am 2. Mai 1541 in die Reichsacht und trat schließlich – etwas paradox – als Söldnerführer u. a. in den Dienst Kaiser Karls V. (1519–1556). Die Landenbergische Fehde endete 1542 durch Vermittlung der Reichsstadt Straßburg; Christoph von Landenberg bemühte sich ab 1544 um den Verkauf der Herrschaft Schramberg.